# Portia africana
Portia africana (лат.) — вид пауков рода Portia из семейства пауков-скакунов (Salticidae).

## Описание
Мелкие пауки-скакуны.  Длина самок от 4,8 до 9,6 мм, самцы от 5,2 до 7,2 мм. Основная окраска оранжево-коричневая со светлыми и тёмными отметинами и оранжевыми кругами вокруг глаз. Ноги обоих полов имеют много крупных шипов, от желто-коричневых до оранжево-коричневых с черными полосами в верхней части и коричневые с более темными коричневыми и желто-коричневыми отметинами в нижней части.
Питаются в основном другими пауками. Касаясь паутины, они могут имитировать движения дуновения ветра, чтобы оставаться незамеченными. Благодаря хорошему зрению они могут приблизиться к жертве, оставаясь незамеченными, и стремительно атаковать.

## Распространение
Африка.